# Werner Peter
Werner Peter (ur. 25 maja 1950 w Sandersdorfie) – niemiecki piłkarz grający na pozycji napastnika. W swojej karierze rozegrał 9 meczów i strzelił 1 gola w reprezentacji Niemieckiej Republiki Demokratycznej.

## Kariera klubowa
Całą swoją karierę piłkarską Peter spędził w klubie Chemie Halle. W 1970 roku został zawodnikiem pierwszego zespołu i w sezonie 1970/1971 zadebiutował w jego barwach w DDR-Oberlidze. W sezonie 1972/1973 stał się podstawowym Chemie i spadł z nim wówczas do DDR-Fußball-Liga, w której grał przez rok. W Chemie występował do 1984 roku. Rozegrał w nim 255 meczów i strzelił 66 goli w DDR-Oberlidze.
| Sezon   | Klub         | Kraj | Rozgrywki        | Mecze | Bramki |
| ------- | ------------ | ---- | ---------------- | ----- | ------ |
| 1970/71 | Chemie Halle | NRD  | DDR-Oberliga     | 6     | 1      |
| 1971/72 | Chemie Halle | NRD  | DDR-Oberliga     | 9     | 5      |
| 1972/73 | Chemie Halle | NRD  | DDR-Oberliga     | 16    | 2      |
| 1973/74 | Chemie Halle | NRD  | DDR-Fußball-Liga | ?     | ?      |
| 1974/75 | Chemie Halle | NRD  | DDR-Oberliga     | 22    | 13     |
| 1975/76 | Chemie Halle | NRD  | DDR-Oberliga     | 25    | 10     |
| 1976/77 | Chemie Halle | NRD  | DDR-Oberliga     | 21    | 6      |
| 1977/78 | Chemie Halle | NRD  | DDR-Oberliga     | 26    | 9      |
| 1978/79 | Chemie Halle | NRD  | DDR-Oberliga     | 25    | 1      |
| 1979/80 | Chemie Halle | NRD  | DDR-Oberliga     | 26    | 6      |
| 1980/81 | Chemie Halle | NRD  | DDR-Oberliga     | 23    | 6      |
| 1981/82 | Chemie Halle | NRD  | DDR-Oberliga     | 25    | 2      |
| 1982/83 | Chemie Halle | NRD  | DDR-Oberliga     | 19    | 4      |
| 1983/84 | Chemie Halle | NRD  | DDR-Oberliga     | 12    | 1      |

## Kariera reprezentacyjna
W reprezentacji Niemieckiej Republiki Demokratycznej Peter zadebiutował 8 marca 1978 roku w wygranym 3:1 towarzyskim meczu ze Szwajcarią, rozegranym w Karl-Marx-Stadt. W 1980 roku zdobył srebrny medal na Igrzyskach Olimpijskich w Moskwie. W kadrze narodowej od 1978 do 1979 roku rozegrał 9 spotkań i zdobył w nich 1 bramkę.